# サジラン属
サジラン属 Loxogramme (Blume) C. Presl はウラボシ科のシダ植物の群。単葉の葉裏に斜めに伸びた線状の胞子嚢群を平行に並べる。

## 特徴
着生する草本。根茎は這い、表面には格子状の鱗片がある。鱗片はその基部で根茎についている。胞子葉と栄養葉の2形はあるものと無いものがある。葉柄と根茎の間に関節はないか、あるいはその構造はあってもその部位で脱落することはない。葉身は単葉でその縁は滑らかとなっている。葉脈は網状で遊離小脈はある場合とない場合がある。胞子嚢群は普通は線形をしており、葉身の中肋に対して斜めに着き、それが中肋の両側に1列に並んで配置する。ただし胞子嚢群の形は円形、楕円形のものもある。配偶体、つまり前葉体は不定形ないしリボン状をしている。

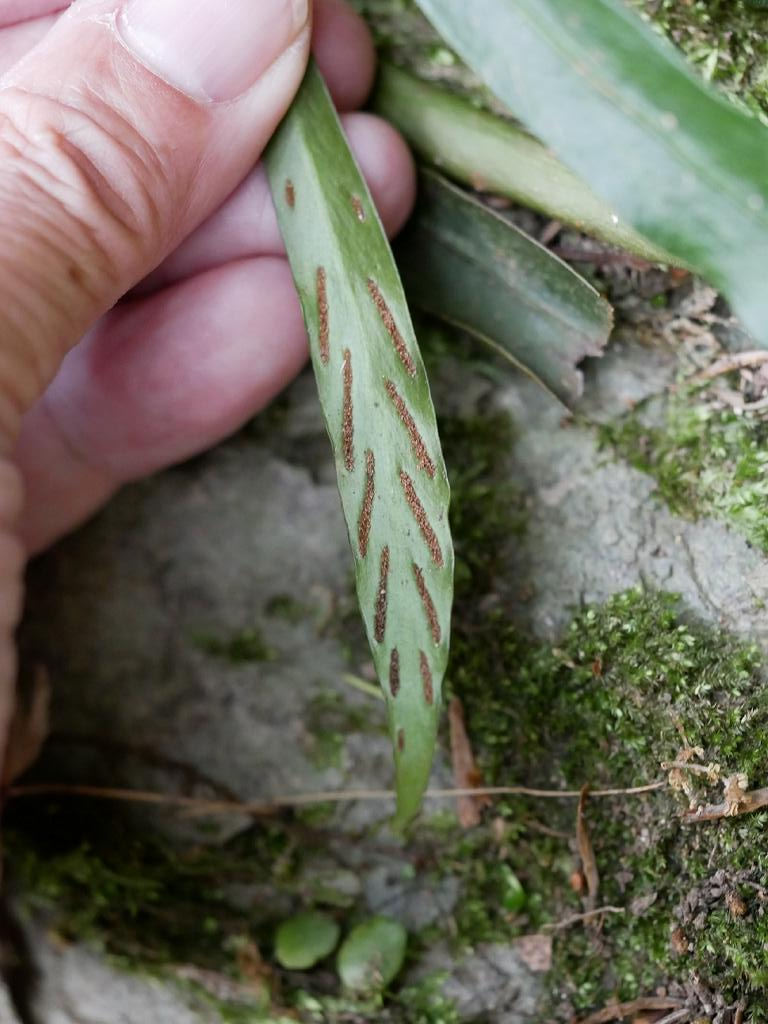
イワヤナギシダの胞子嚢群
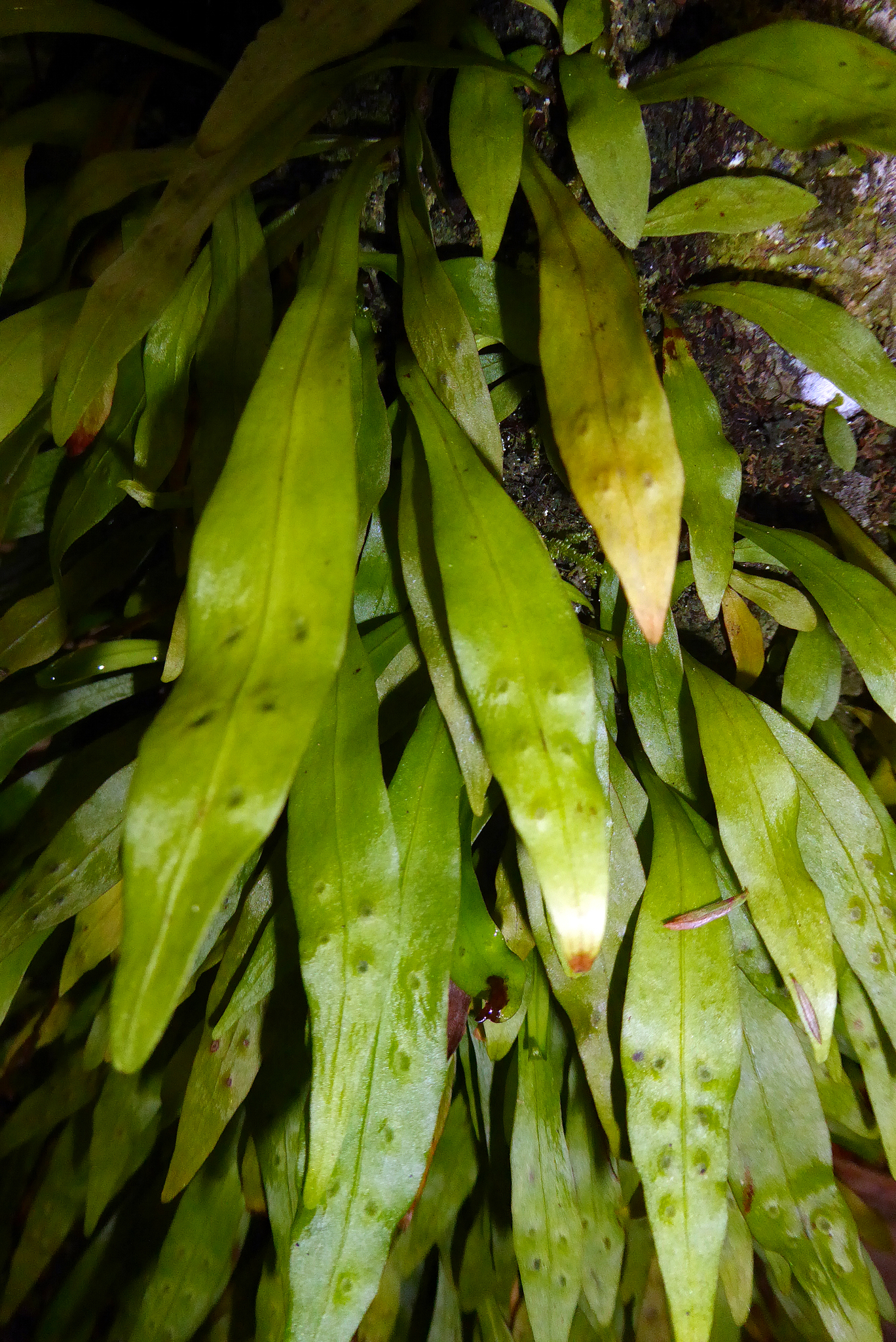
L. dictyopteris
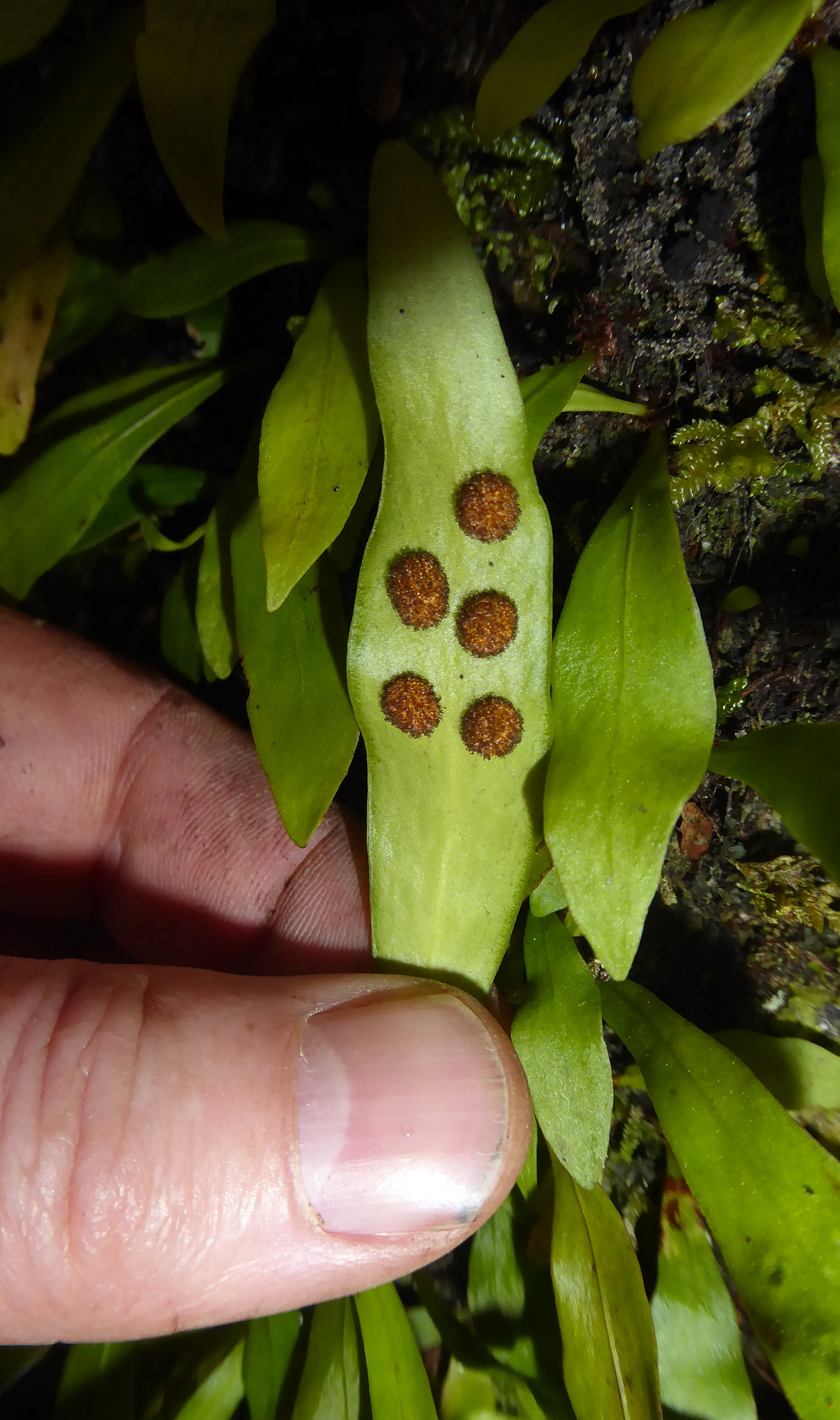
同・胞子嚢群

## 種と分布
分布の中心はアジアにあるが、太平洋地域からアフリカ、中南米にかけて分布し、約30種がある。日本には以下の種が知られる。
- Loxogramme サジラン属
  - L. boninensis ムニンサジラン
  - L. duclouxii サジラン
  - L. grammitoides ヒメサジラン
  - L. salicifolia イワヤナギシダ

## 分類
本属はウラボシ科の中でサジラン亜科 Loxogrammoideae に含まれる。本属はウラボシ科の中で例外的に根茎と葉身の間に関節がないことから独立科としてサジラン科を立てたこともあった。現在のこの亜科には本属ともう1つ、南太平洋に固有の属であるディクティミア属 Dictymia があり、この両者を合わせてウラボシ科の系統の中でもっとも基底から分岐した群であるとされている。
またニュージーランド固有の単形属とされていた Anarthopteris は現在では本属に含められている。